# نان هالبرين
نان هالبرين (بالإنجليزية: Nan Halperin)‏ هي ممثلة أمريكية، ولدت في 1898 في أوديسا في أوكرانيا، وتوفيت في 30 مايو 1963 في لونغ آيلند في الولايات المتحدة.